# Lloret dobleull
El lloret dobleull (Cyclopsitta diophthalma) és una espècie d'ocell de la família dels psitàcids que habita la selva humida, boscos i conreus de Nova Guinea, illes Aru, Raja Ampat, Arxipèlag D'Entrecasteaux, Arxipèlag Louisiade i Austràlia, a Queensland i Nova Gal·les del Sud.